# Lista localităților din provincia Denizli

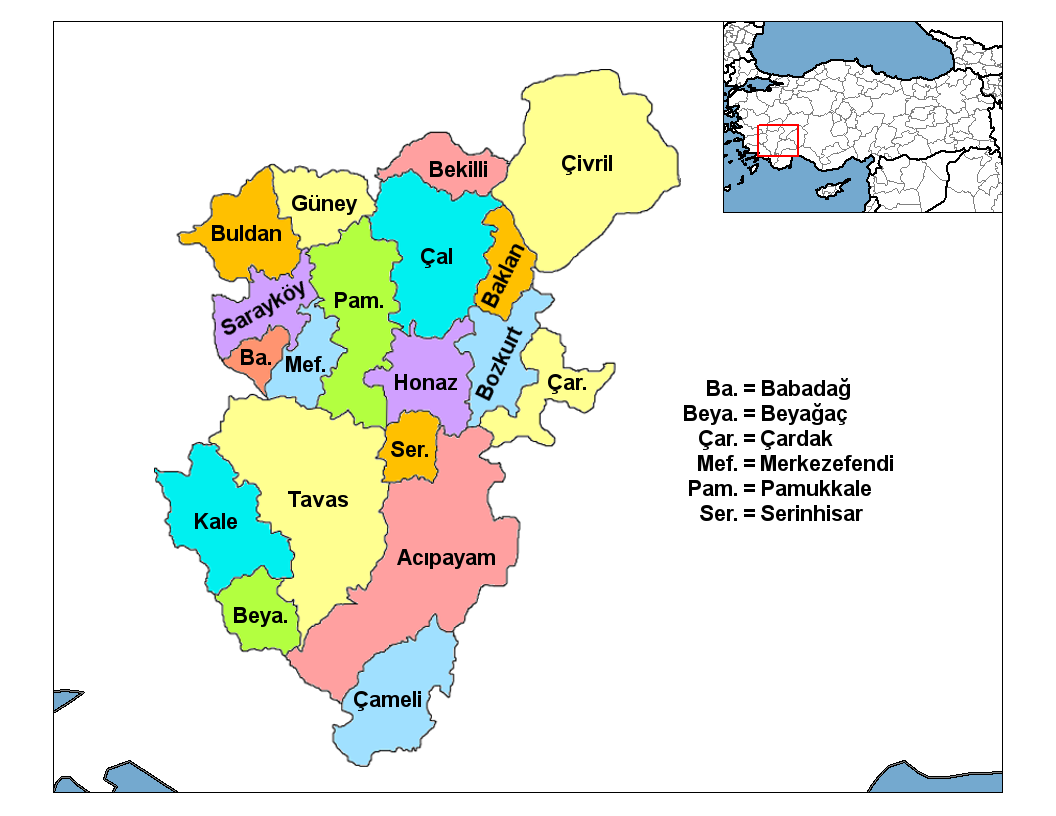
Provincia Denizli

Aceasta este lista localităților din Provincia Denizli, Turcia, după districte. În secțiunile de mai jos, prima localitate din fiecare listă este centrul administrativ al districtului.

## Denizli
- Denizli
- Akdere, Denizli
- Altındere, Denizli
- Aşağışamlı, Denizli
- Çeltikçi, Denizli
- Develi, Denizli
- Eldenizli, Denizli
- Eymir, Denizli
- Gözler, Denizli
- Güzelpınar, Denizli
- Haytabey, Denizli
- Irlıganlı, Denizli
- Karahayıt, Denizli
- Karataş, Denizli
- Kocadere, Denizli
- Kumkısık, Denizli
- Kurtluca, Denizli
- Küçükdere, Denizli
- Pamukkale, Denizli
- Pınarkent, Denizli
- Salihağa, Denizli
- Uzunpınar, Denizli
- Üzerlik, Denizli
- Yeniköy, Denizli
- Yeşilyayla, Denizli
- Başkarcı, Denizli

## Acıpayam
- Acıpayam
- Akalan, Acıpayam
- Akşar, Acıpayam
- Alaattin, Acıpayam
- Alcı, Acıpayam
- Aliveren, Acıpayam
- Apa, Acıpayam
- Bademli, Acıpayam
- Bedirbey, Acıpayam
- Benlik, Acıpayam
- Boğazdere, Acıpayam
- Corum, Acıpayam
- Çakır, Acıpayam
- Çiftlik, Acıpayam
- Çubukçular, Acıpayam
- Darıveren, Acıpayam
- Dedebağı, Acıpayam
- Dodurgalar, Acıpayam
- Eskiköy, Acıpayam
- Gölcük, Acıpayam
- Gümüş, Acıpayam
- Güney, Acıpayam
- Hacıkurtlar, Acıpayam
- Hisar, Acıpayam
- Karahüyük, Acıpayam
- Karahüyükafşarı, Acıpayam
- Karaismailler, Acıpayam
- Kelekçi, Acıpayam
- Kırca, Acıpayam
- Köke, Acıpayam
- Kumafşarı, Acıpayam
- Kurtlar, Acıpayam
- Kuyucak, Acıpayam
- Kuzören, Acıpayam
- Mevlütler, Acıpayam
- Oğuz, Acıpayam
- Olukbaşı, Acıpayam
- Ovayurt, Acıpayam
- Ören, Acıpayam
- Pınarbaşı, Acıpayam
- Pınaryazı, Acıpayam
- Sandalcık, Acıpayam
- Sırçalık, Acıpayam
- Suçatı, Acıpayam
- Ucarı, Acıpayam
- Yassıhüyük, Acıpayam
- Yazır, Acıpayam
- Yeniköy, Acıpayam
- Yeşildere, Acıpayam
- Yeşilyuva, Acıpayam
- Yolçatı, Acıpayam
- Yumrutaş, Acıpayam

## Akköy
- Akköy
- Akçapınar, Akköy
- Belenardıç, Akköy
- Çeşmebaşı, Akköy
- Gölemezli, Akköy
- Kavakbaşı, Akköy
- Yukarışamlı, Akköy

## Babadağ
- Babadağ
- Ahıllı, Babadağ
- Bekirler, Babadağ
- Demirli, Babadağ
- İncirpınar, Babadağ
- Kelleci, Babadağ
- Kıranyer, Babadağ
- Mollaahmet, Babadağ
- Oğuzlar, Babadağ
- Yeniköy, Babadağ

## Baklan
- Baklan
- Beyelli, Baklan
- Boğaziçi, Baklan
- Çataloba, Baklan
- Dağal, Baklan
- Ataköy, Baklan
- İcikli, Baklan
- Kavaklar, Baklan
- Konak, Baklan
- Şenyayla, Baklan

## Beyağaç
- Beyağaç
- Eşenler, Beyağaç
- Geriçam, Beyağaç
- Kapuz, Beyağaç
- Kızılcaağaç, Beyağaç
- Pınarönü, Beyağaç
- Sazak, Beyağaç
- Uzunoluk, Beyağaç
- Yeniçeşme, Beyağaç

## Bozkurt
- Bozkurt
- Alikurt, Bozkurt
- Armutalanı, Bozkurt
- Avdan, Bozkurt
- Baklankuyucak, Bozkurt
- Başçeşme, Bozkurt
- Cumalı, Bozkurt
- Çambaşı, Bozkurt
- Hayrettinköy, Bozkurt
- İnceler, Bozkurt
- İncelertekkesi, Bozkurt
- Mecidiye, Bozkurt
- Sazköy, Bozkurt
- Tutluca, Bozkurt
- Yenibağlar, Bozkurt

## Buldan
- Buldan
- Aktaş, Buldan
- Alacaoğlu, Buldan
- Alandız, Buldan
- Beyler, Buldan
- Boğazçiftlik, Buldan
- Bostanyeri, Buldan
- Bozalan, Buldan
- Bölmekaya, Buldan
- Çamköy, Buldan
- Çatak, Buldan
- Derbent, Buldan
- Dımbazlar, Buldan
- Doğan, Buldan
- Gülalan, Buldan
- Hasanbeyler, Buldan
- Kadıköy, Buldan
- Karaköy, Buldan
- Kaşıkcı, Buldan
- Kırandamı, Buldan
- Kovanoluk, Buldan
- Kurudere, Buldan
- Mahmutlu, Buldan
- Oğuz, Buldan
- Sarımahmutlu, Buldan
- Süleymanlı, Buldan
- Türlübey, Buldan
- Yayla, Buldan
- Yenicekent, Buldan
- Yeniçam, Buldan

## Çal
- Çal
- Akkent, Çal
- Alfaklar, Çal
- Aşağıseyit, Çal
- Bahadınlar, Çal
- Baklançakırlar, Çal
- Bayıralan, Çal
- Belevi, Çal
- Çalçakırlar, Çal
- Çalkuyucak, Çal
- Dağmarmara, Çal
- Dayılar, Çal
- Denizler, Çal
- Develler, Çal
- Gelinören, Çal
- Hançalar, Çal
- İsabey, Çal
- Kabalar, Çal
- Kaplanlar, Çal
- Karakaya, Çal
- Karapınar, Çal
- Kocaköy, Çal
- Mahmutgazi, Çal
- Ortaköy, Çal
- Peynirciler, Çal
- Sakızcılar, Çal
- Sazak, Çal
- Selcen, Çal
- Süller, Çal
- Şapcılar, Çal
- Yazır, Çal
- Yukarıseyit, Çal

## Çameli
- Çameli
- Akpınar, Çameli
- Arıkaya, Çameli
- Ayvacık, Çameli
- Belevi, Çameli
- Bıçakçı, Çameli
- Cevizli, Çameli
- Cumaalanı, Çameli
- Çamlıbel, Çameli
- Çiğdemli, Çameli
- Elmalı, Çameli
- Emecik, Çameli
- Ericek, Çameli
- Gökçeyaka, Çameli
- Gürsu, Çameli
- Güzelyurt, Çameli
- İmamlar, Çameli
- Kalınkoz, Çameli
- Karabayır, Çameli
- Kınıkyeri, Çameli
- Kızılyaka, Çameli
- Kirazlıyayla, Çameli
- Kocaova, Çameli
- Kolak, Çameli
- Sarıkavak, Çameli
- Sofular, Çameli
- Taşçılar, Çameli
- Yaylapınar, Çameli
- Yeşilyayla, Çameli

## Çardak
- Çardak
- Ayvaz, Çardak
- Beylerli, Çardak
- Çaltı, Çardak
- Gemiş, Çardak
- Gölcük, Çardak
- Hayriye, Çardak
- Söğütköy, Çardak

## Çivril
- Çivril
- Akçaköy, Çivril
- Aktaş, Çivril
- Bayat, Çivril
- Bekirli, Çivril
- Belence, Çivril
- Beydilli, Çivril
- Beyköy, Çivril
- Bozdağ, Çivril
- Bucak, Çivril
- Bulgurlar, Çivril
- Cabar, Çivril
- Cumalar, Çivril
- Çağlayan, Çivril
- Çakallar, Çivril
- Çandır, Çivril
- Çapak, Çivril
- Çetinler, Çivril
- Çıtak, Çivril
- Düzbel, Çivril
- Emirhisar, Çivril
- Gökgöl, Çivril
- Gümüşsu, Çivril
- Gürpınar, Çivril
- Irgıllı, Çivril
- Işıklı, Çivril
- İmrallı, Çivril
- İnceköy, Çivril
- İshaklı, Çivril
- Karabedirler, Çivril
- Karahacılı, Çivril
- Karalar, Çivril
- Karamanlı, Çivril
- Karayahşiler, Çivril
- Kavakalanı, Çivril
- Kavakköy, Çivril
- Kıralan, Çivril
- Kızılcasöğüt, Çivril
- Kızılcayer, Çivril
- Kocayaka, Çivril
- Koçak, Çivril
- Menteş, Çivril
- Osmanköy, Çivril
- Ömerli, Çivril
- Özdemirci, Çivril
- Reşadiye, Çivril
- Sarıbeyli, Çivril
- Sarılar, Çivril
- Savran, Çivril
- Seraserli, Çivril
- Somak, Çivril
- Sökmen, Çivril
- Sundurlu, Çivril
- Süngüllü, Çivril
- Şenköy, Çivril
- Tekke, Çivril
- Tokça, Çivril
- Tuğlu, Çivril
- Yahyallı, Çivril
- Yakacık, Çivril
- Yalınlı, Çivril
- Yamanlar, Çivril
- Yassıhüyük, Çivril
- Yukarı Çapak, Çivril
- Yuva, Çivril

## Güney
- Güney
- Adıgüzeller, Güney
- Aşağıçeşme, Güney
- Aydoğdu, Güney
- Cindere, Güney
- Çamrak, Güney
- Çorbacılar, Güney
- Doğanlı, Güney
- Ertuğrul, Güney
- Eziler, Güney
- Hamdiye, Güney
- Haylamaz, Güney
- Karagözler, Güney
- Kerimler, Güney
- Koparan, Güney
- Ortaçeşme, Güney
- Parmaksızlar, Güney
- Yenikonak, Güney

## Honaz
- Honaz
- Akbaş, Honaz
- Aşağıdağdere, Honaz
- Aydınlar, Honaz
- Dereçiftlik, Honaz
- Emirazizli, Honaz
- Gürleyik, Honaz
- Kaklık, Honaz
- Karaçay, Honaz
- Karateke, Honaz
- Kızılyer, Honaz
- Kocabaş, Honaz
- Menteşe, Honaz
- Ovacık, Honaz
- Sapaca, Honaz
- Yokuşbaşı, Honaz
- Yukarıdağdere, Honaz

## Kale
- Kale
- Adamharmanı, Kale
- Alanyurt, Kale
- Belenköy, Kale
- Çakırbağ, Kale
- Çamlarca, Kale
- Demirciler, Kale
- Doğanköy, Kale
- Esenkaya, Kale
- Gökçeören, Kale
- Gölbaşı, Kale
- Habipler, Kale
- İnceğiz, Kale
- Karaköy, Kale
- Karayayla, Kale
- Kayabaşı, Kale
- Kırköy, Kale
- Koçarboğazı, Kale
- Kurbağalık, Kale
- Künar, Kale
- Muslugüme, Kale
- Narlı, Kale
- Ortaköy, Kale
- Ortatepe, Kale
- Özlüce, Kale
- Yenidere, Kale
- Yeniköy, Kale

## Sarayköy
- Sarayköy
- Acıdere, Sarayköy
- Acısu, Sarayköy
- Ada, Sarayköy
- Ahmetli, Sarayköy
- Altıntepe, Sarayköy
- Beylerbeyi, Sarayköy
- Caber, Sarayköy
- Duacılı, Sarayköy
- Gerali, Sarayköy
- Hasköy, Sarayköy
- Hisar, Sarayköy
- Kabaağaç, Sarayköy
- Karakıran, Sarayköy
- Karataş, Sarayköy
- Köprübaşı, Sarayköy
- Kumluca, Sarayköy
- Sazak, Sarayköy
- Sığma, Sarayköy
- Tekke, Sarayköy
- Tepeköy, Sarayköy
- Tırkaz, Sarayköy
- Tosunlar, Sarayköy
- Uyanık, Sarayköy
- Yakayurt, Sarayköy
- Yeşilyurt, Sarayköy

## Serinhisar
- Serinhisar
- Ayaz, Serinhisar
- Yatağan, Serinhisar
- Yüreğil, Serinhisar
- Kocapınar, Serinhisar

## Tavas
- Tavas
- Akıncılar, Tavas
- Akyar, Tavas
- Alpa, Tavas
- Altınova, Tavas
- Avdan, Tavas
- Aydoğdu, Tavas
- Baharlar, Tavas
- Bahçeköy, Tavas
- Balkıca, Tavas
- Çağırgan, Tavas
- Çalıköy, Tavas
- Çiftlikköy, Tavas
- Damlacık, Tavas
- Denizoluğu, Tavas
- Dereağzı, Tavas
- Derinkuyu, Tavas
- Ebecik, Tavas
- Garipköy, Tavas
- Gökçeler, Tavas
- Gümüşdere, Tavas
- Güzelköy, Tavas
- Hırka, Tavas
- Horasanlı, Tavas
- Karahisar, Tavas
- Kayaca, Tavas
- Kayapınar, Tavas
- Keçeliler, Tavas
- Kızılca, Tavas
- Kızılcabölük, Tavas
- Kozlar, Tavas
- Medet, Tavas
- Nikfer, Tavas
- Ovacık, Tavas
- Pınarlar, Tavas
- Pınarlık, Tavas
- Sarabat, Tavas
- Seki, Tavas
- Sofular, Tavas
- Solmaz, Tavas
- Tekkeköy, Tavas
- Ulukent, Tavas
- Vakıf, Tavas
- Yahşiler, Tavas
- Yeşilköy, Tavas
- Yorga, Tavas
- Yukarıboğaz, Tavas